# Subzelluläre Erreger
Unter dem Begriff subzelluläre Erreger (engl. subcellular pathogens) oder subzelluläre Agentien werden verschiedene biologische Systeme zusammengefasst, die sich ohne eigenes zelluläres System autonom vermehren und der Evolution unterliegen. 
Das Fachgebiet zur Erforschung der subzellulären Erreger und Agentien ist die Virologie, von der auch wesentliche Methoden und Impulse zur Erforschung der subviralen Elemente ausgingen.

## Mit Genom
Subzelluläre Krankheitserreger mit Genom sind Viren, Viriforme, Viroide und Virusoide.
Subzelluläre Agentien mit Genom sind die nicht-extrazellulär vorkommenden („subviralen“) aber sehr eng verwandten Retroelemente wie Retroposons, LTR-Retrotransposon, Retroviroide, sowie DNA-Transposons und Satelliten-DNA.

## Ohne Genom
Subzelluläre Krankheitserreger ohne Genom sind die Prionen. Da es sich um Proteine handelt, kommt ihnen jedoch ein Proteom (bestimmt durch die Aminosäure-Sequenz) zu. Entscheidend für Prionen ist jedoch die Faltung dieser Proteine (siehe Konformation, Tertiärstruktur, Quartärstruktur).

## Quelle
- S. J. Flint, L. W. Enquist, V. R. Racaniello und A. M. Skalka: Principles of Virology. Molecular Biology, Pathogenesis, and Control of Animal Viruses. 2. Auflage, ASM-Press Washington D.C. 2004, ISBN 1-55581-259-7